# Jan Baruchowski (zm. 1500)
Jan Baruchowski herbu Doliwa (ur. ok. 1440 w Baruchowie, zm. w 1502 w Krakowie) – kantor i kanonik gnieźnieńskiej kapituły katedralnej w 1493 roku, archidiakon krakowski, kanonik wiślicki w 1468, pleban w Koniemłotach, rektor Akademii Krakowskiej w 1485 roku, doktor obojga praw.
Był synem Wincentego, pochodził ze szlacheckiej rodziny. Studiował od 1454 w Akademii Krakowskiej, gdzie uzyskał tytuł bakałarza w 1457, w 1459 mistrza nauk wyzwolonych. Ok 1469 kończąc studia na Wydziale Prawa został mistrzem dekretów i doktorem obojga praw. Po przyjęciu święceń kapłańskich został kanclerzem biskupa krakowskiego Jana Lutka z Brzezia. Wraz z Filipem Kalimachem był wychowawcą synów króla Kazimierza Jagiellończyka. W latach 1489–1490 był audytorem kurii biskupiej w Krakowie. Od 1487 był archidiakonem krakowskim z funkcji tej ustąpił w 1502 na rzecz Piotra Tomickiego.
Pochowany w katedrze krakowskiej. Pomnik nagrobny ufundowany  przez Jana i Mikołaja Konarskich nie zachował się do czasów współczesnych.